# Malcolm MacCallum
Malcolm A. H. MacCallum (* um 1944) ist ein britischer Kosmologe, Astrophysiker und Angewandter Mathematiker.
MacCallum studierte ab 1963 an der Universität Cambridge (King´s College) mit dem Master-Abschluss 1970 und der Promotion 1971. Seine Dissertation über räumlich homogene Kosmologien in der Allgemeinen Relativitätstheorie begann er unter Dennis Sciama (der 1971 nach Oxford ging) und vollendete er bei George F. R. Ellis. Daraus entstanden mehrere Arbeiten mit Ellis über deren Klassifikation, exakte Lösungen, theoretische  und deren beobachtbare und dynamische Aspekte. Als Post-Doktorand war er an der University of California, Berkeley bei Abraham H. Taub, wo er über mittlere Lagrangedichten für Gravitationswellen arbeitete. 1970 bis 1976 war er am Kings College in Cambridge, an dem er Fellow war. 1976 wurde er Lecturer, 1981 Reader und 1986 Professor für Angewandte Mathematik am Queen Mary College der Universität London. 1993 bis 1996 leitete er die Mathematikfakultät, war 1987 bis 1990 und 1996 bis 1999 Dekan der Fakultät für Mathematik und Informatik und 1999 bis 2002 war er dort Leiter der Fakultät für Informatik. 2009 emeritierte er und war 2009 bis 2012 Gastprofessor an der University of Bristol und Direktor des Heilbronn Institute for Mathematical Research.
Er war unter anderem Gastprofessor an der Universität Catania (1977/78) und 1988 an der Monash University in Melbourne sowie Gastwissenschaftler am Institut Henri Poincaré (1991).
Neben seinem Forschungsschwerpunkt der Kosmologie (anisotrope und inhomogene Kosmologien, speziell Bianchi-Kosmologien), Theorie von Gravitationswellen, Schwarzen Löchern, Asymptotik und exakten Lösungen der Feldgleichungen der Allgemeinen Relativitätstheorie befasst er sich auch mit Computeralgebra (vor allem mit den Systemen Reduce und Sheep) mit Anwendungen in der Allgemeinen Relativitätstheorie, aber auch allgemein bei Differentialgleichungen. Er befasste sich auch mit Twistor-Theorie mit Roger Penrose.
Mit Hans Stephani und anderen veröffentlichte er 1980 ein Standardwerk über exakte Lösungen der Allgemeinen Relativitätstheorie.
Er ist 2010 bis 2013 Präsident der International Society on General Relativity and Gravitation, deren Gründungsmitglied 1971 war. Er ist Fellow des Institute of Physics und der Royal Astronomical Society. 

## Schriften
- mit George F. R. Ellis, Roy Maartens Relativistic Cosmology, Cambridge University Press 2012
- mit Ellis: A class of homogeneous cosmological models, Communications in Mathematical Physics, Band 12, 1969, S. 108–141, Teil 2 Observations, Band 19, 1970, S. 31–64
- Anisotropic and inhomogeneous relativistic cosmologies, in Stephen Hawking, Werner Israel General Relativity. An Einstein centennial survey, Cambridge University Press 1979, S. 533–580
- mit Hans Stephani, Dietrich Kramer, Eduard Herlt Exact solutions of Einsteins field equations, Deutscher Verlag der Wissenschaft, Cambridge University Press 1980, 2. Auflage 2003 (mit Cornelius Honselaers)
- Herausgeber mit Ellis, Andrzej Krasinski Golden Oldies in General Relativity: Hidden Gems, Springer Verlag 2013
- mit Alexander V. Mikhailov (Herausgeber) Algebraic theory of differential equations, London Mathematical Society Lecture Note Series, Cambridge University Press 2009
- Herausgeber mit anderen: Algebraic computing in general relativity: lecture notes from the First Brazilian School on Computer Algebra (Rio de Janeiro 1989), Clarendon Press, Oxford 1994
- Herausgeber mit Francis J. Wright Algebraic computing with REDUCE: lecture notes from the First Brazilian School on Computer Algebra, Clarendon Press 1991
- Herausgeber: General relativity and gravitation: proceedings of the 11th International Conference on General Relativity and Gravitation, Stockholm, July 6 - 12, 1986, Cambridge University Press 1987
- Herausgeber mit W. B. Bonnor, Jamal Islam Classical general relativity: proceedings of the conference on classical (non-quantum) general relativity, City University London 21.-22. December 1983, Cambridge University Press 1984